# Freddy Qvick
Freddy Qvick, né le 6 novembre 1940 et mort le 26 juin 2021 à Geel, est un footballeur belge reconverti en entraîneur. Il évoluait au poste d'attaquant.
Il dirige les joueurs de La Gantoise lors de la saison 1976-1977.

## Biographie

### Carrière de joueur
Il joue en faveur de l'AS Ostende.